# Joachym Stettenhofen
Joachym rytíř Stettenhofen (10. dubna 1742 Vídeň – 16. března 1813 Brno) byl rakouský šlechtic, panský správce a úředník. Proslul jako schopný panský správce a později, roku 1774, zakoupil panství Budišov a Tasov na Třebíčsku, kde jako jejich majitel zastával reformy císaře Josefa II. a zakládal nové osady.

## Životopis
Joachym Stettenhofen se narodil na jaře roku 1742 do bohaté vídeňské úřednické rodiny. Práce ve státní správě však po různých nepříjemnostech zanechal a uchýlil se na Moravu, kde působil jako správce nemovitostí velehradského kláštera. Po sňatku s urozenou Dominikou Serlon de Morcelle přesídlil na severní Moravu, kde spravoval klášterní panství Vizmberk.
Stettenhofen si kladl za cíl zvýšil životní úroveň a pracovní možnosti na svěřeném panství, zakládá tak železárny, bělidla, přádelny a další provozy. Snažil se zvýšit splavnost toků, rozšiřoval ornou půdu a nařizoval zakládat aleje.
Při rakousko-pruských válečných sporech v 70. letech 18. století podpořil významně rakouské vojsko proti Fridrichu II. svými muži, za což byl na přímluvu Albrechta Tešínského povýšen roku 1779 do rytířského stavu. Následně mu bylo také nabídnuto místo ve státní správě, Stettenhofen se však nadále chtěl věnovat především správě panské. Pod jeho správu přešly při rušení klášterů po roce 1883 také některé jejich pozemky.
Vojenské službě se Stettenhofen vyhýbá odchodem do penze. S první ženou Dominikou měl syna Klimenta, po její smrti se oženil s Františkou z Mihoukovic, s níž měl dceru Marii Amálii, která se později provdala za Vincence Baratta de Dragono sloužícího u kyrysníků, kam následně nastoupil také Mariin bratr Klimet.
V roce 1794 zakoupil Joachym Stettenhofen budišovské panství, které nejen vlastnil, ale ze zdejšího zámku také spravoval, přičemž uplatnil nabyté zkušenosti z Vizmburka. Následně jej však zasáhly dvě rodinné tragédie, v roce 1802 zahynul jeho dvacetisedmiletý syn Kliment a za sedm let jej následoval také Joachymův zeť Baratta. Marie Amálie se znovu oženila s královským podplukovníkem hrabětem Václavem Poetingem z Persinga.
Jako vlastník a správce panství Budišov a přidruženého sousedního panství Tasov, kde nebylo obyvatelné vrchnostenské sídlo, rozšiřoval Stettenhofen zástavbu osad či přímo zakládal nové. Osadu Jáchymov nazval podle svého křestního jména, Mihoukovice podle přídomku manželky, Kundelov po tamním mlynáři Kundeliusovi, Klementice po zesnulém synovi, dvůr Obora u Náramče nesl původně jméno Stettenhof po zakladateli a dvůr Holeje u Budišova nazval Amalienhof po dceři. Zástavba uprostřed budišovského náměstí je dnes hodnocena architektonicky spíše záporně, rozšíření městečka směrem k zámku, kde sídlil, a jinam však přineslo Budišovu rozmach.
V dobových záznamech je Stettenhofen líčen jako spravedlivý a osvícený právce, proslul jako dobrý soudce a poskytoval pomoc sociálně slabým poddaným. Na zimu přesídloval z budišovského zámku do Brna, kde také roku 1813 zemřel. Pochován je u kostela sv. Gotharda v Budišově.